# Случ (Підляське воєводство)
Случ (пол. Słucz) — село в Польщі, у гміні Радзілув Ґраєвського повіту Підляського воєводства.
Населення — 437 осіб (2011).
У 1975-1998 роках село належало до Ломжинського воєводства.

## Демографія
Демографічна структура станом на 31 березня 2011 року:
|          | Загалом | Допрацездатний вік | Працездатний вік | Постпрацездатний вік |
| -------- | ------- | ------------------ | ---------------- | -------------------- |
| Чоловіки | 221     | 44                 | 142              | 35                   |
| Жінки    | 216     | 50                 | 103              | 63                   |
| Разом    | 437     | 94                 | 245              | 98                   |